# Paula Myers-Pope
Paula Jean Myers-Pope, née le 1er novembre 1934 à Lackawanna (New York) et morte le 9 juin 1995 à Ventura (Californie), est une plongeuse américaine, médaillée olympique en 1952, 1956 et 1960.

## Carrière
Lors de ses premiers Jeux olympiques en 1952, elle remporte la médaille d'argent en plongeon de haut-vol à 10 m. Quatre ans plus tard, aux Jeux de Melbourne, elle termine 3e de la même épreuve puis, lors des Jeux de 1960, elle est double médaillée, avec l'argent sur l'épreuve à 10 m et sur celle à 3 m. Sur les deux épreuves de 1960, elle est battue par l'Allemande de l'Est Ingrid Krämer.
Elle entre au International Swimming Hall of Fame en 1979.